# 슈튀켈베르크 작용
슈튀켈베르크 작용(독일어: Stückelbergwirkung)은 질량을 가진 벡터장이 실수 스칼라장에 1차원 가환 아핀 표현으로 작용하는 이론이다. 여기서 질량은 결합 상수에 해당한다. 스위스의 에른스트 슈튀켈베르크(Ernst Stückelberg)가 고안하였다. 라그랑지언은 다음과 같다.
{\displaystyle {\mathcal {L}}=-{\frac {1}{4}}(\partial ^{\mu }A^{\nu }-\partial ^{\nu }A^{\mu })(\partial _{\mu }A_{\nu }-\partial _{\nu }A_{\mu })+{\frac {1}{2}}(\partial ^{\mu }\phi +mA^{\mu })(\partial _{\mu }\phi +mA_{\mu })}
여기서 게이지를 φ=0으로 고치면 프로카 작용을 얻는다.
이에 따라, 가환대칭군을 가진 양자 전기역학은 게이지 보존 (광자)가 질량을 가져도 재규격화 가능하지만, 비가환 게이지 이론은 게이지 보존이 질량을 가지면 재규격화할 수 없다.

## 표준 모형의 슈튀켈베르크 확장
표준모형을 슈튀켈베르크 작용으로 확장할 수 있다. 이를 슈튀켈베르크 확장이라고 부르며, 기호는 "StSM"이다. 이로써 가환 게이지 이론의 경우 힉스 메커니즘과 다른 방식으로 게이지 보존에 질량을 줄 수 있다. 라그랑지안은 다음과 같다.
{\displaystyle {\mathcal {L}}_{St}=-{\frac {1}{4}}C_{\mu \nu }C^{\mu \nu }+g_{X}C_{\mu }{\mathcal {J}}_{X}^{\mu }-{\frac {1}{2}}\left(\partial _{\mu }\sigma +M_{1}C_{\mu }+M_{2}B_{\mu }\right)^{2}.}
첫 번째 항은 슈튀켈베르크 마당세기이다. {\displaystyle M_{1}}, {\displaystyle M_{2}}는 위상학적 질량 도움변수고, {\displaystyle \sigma }는 액시온이다. 자발 대칭 파괴 뒤에는 광자는 여전히 무질량 입자다. 이 이론은 새로운 게이지 보존을 예측한다. 이는 대개 {\displaystyle Z'_{St}}라고 불린다. 이 입자는 붕괴폭이 독특하게도 매우 좁다. {\displaystyle M_{2}/M_{1}\to 0}의 극한의 경우, StSM은 확장된 항이 분리되면서 표준모형으로 수렴한다.
슈튀켈베르크 꼴의 상호작용은 끈 이론에서 일부 공간을 옹골화(compactification)하면서 자연스럽게 발생한다. 예를 들어 10차원의 N=1 초중력 이론에서 초대칭 양-밀스 게이지장을 포함시키면 슈튀켈베르크 상호작용이 나타난다.

## 같이 보기
- 힉스 메커니즘

## 참고 문헌
- Review:Stueckelberg Extension of the Standard Model and the MSSM
- Boris Kors, Pran Nath: http://arxiv.org/abs/hep-ph/0402047 http://arxiv.org/abs/hep-ph/0406167 http://arxiv.org/abs/hep-ph/0503208
- Daniel Feldman, Zuowei Liu, Pran Nath: http://arxiv.org/abs/hep-ph/0603039, http://arxiv.org/abs/hep-ph/0606294